# 杰尔姆·弗里德曼
杰尔姆·弗里德曼（英語：Jerome Friedman，1930年3月28日—），出生于芝加哥，美国物理学家，1990年获诺贝尔物理学奖。

## 荣誉

### 外国勋章奖章
- 旭日大绶章（日本，2016年4月29日公布[1]）